# Gabriele Veneziano

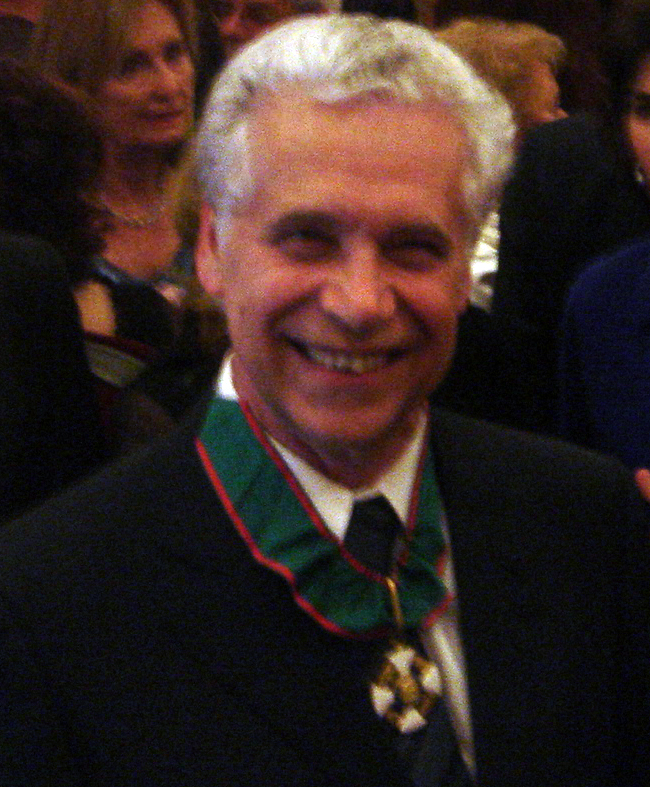
Gabriele Veneziano

Gabriele Veneziano (Florence, 7 september 1942) is een Italiaans natuurkundige. Hij staat bekend als een van de theoretici van de snaartheorie.

## Levensloop
Gabriele Veneziano studeerde tot 1965 natuurkunde aan de Universiteit van Florence. Van 1966 tot 1968 studeerde hij aan het Weizmann Instituut in Rehovot, Israël, waar hij in 1967 promoveerde.
Na een postdoc als bijzonder hoogleraar, "visiting associate Professor", aan het MIT ging hij 1972 weer naar het Weizmann Instituut, waar hij van 1975 tot 1977 hoogleraar was. Vanaf 1976 was Veneziano werkzaam bij CERN, vanaf 1977 als "Senior Staff Member" en vanaf 1994 tot 1996 als directeur van de theoretische afdeling. Vanaf 2004 was hij hoogleraar aan het Collège de France.

## Prijzen
- I. Ya. Pomeranchuk-prijs (1999)
- Dannie Heiman-prijs (2004)
- Enrico Fermi-prijs (2005)
- Albert Einsteinmedaille (2006)